# Автопортрет (картина Рафаэля)
«Автопортрет» — картина известного художника эпохи Возрождения Рафаэля. Хранится в галерее Уффици.
Недавние исследования полотна обнаружили рисунок внизу, который подтверждает, что это действительно подлинный автопортрет, написанный около 1506 года. «Автопортрет» находился в коллекции кардинала Леопольда Медичи, с 1682 года — в собрании галереи Уффици.
Автопортрет, похожий на этот, но развернутый зеркально, изображен на фреске Рафаэля «Афинская школа» в одном из парадных залов Ватиканского дворца — станце делла Сеньятура — как образ древнегреческого художника Апеллеса.